# Pierre Joseph Aimé Pissis
Pour les articles homonymes, voir Pissis.
Pierre Joseph Aimé Pissis (en espagnol Pedro José Amadeo Pissis), né le 17 mai 1812 à Brioude dans la Haute-Loire, mort le 21 janvier 1889 à Santiago du Chili, est un géologue et géographe français, connu pour avoir topographié le Chili au milieu du XIXe siècle. Un sommet d'Argentine, proche de la frontière chilienne, troisième plus haut sommet des Andes et second plus haut volcan du monde, porte son nom : le Monte Pissis.  

## Biographie
Originaire d'Auvergne, fils de médecin, il fit l'école des Mines et suivit l'enseignement du Muséum national d'histoire naturelle avec une spécialisation en géologie. Il semble avoir fait sa première publication en 1834 dans les Annales de la Société géologique de Paris avec un rapport sur les volcans du centre de la France. Membre de l'Académie des sciences, section Géographie, il partit pour le Brésil puis la Bolivie qu'il dut quitter à la suite de problèmes politiques. Il se trouvait à Valparaiso, préparant son retour en France, lorsqu'il fut contacté par le ministre chilien de l'Intérieur  Manuel Camilo Vial pour faire une description géologique et minéralogique du pays. Il fut ainsi embauché par le gouvernement chilien le 10 octobre 1848, le gouvernement lui fournissant le matériel et une escorte et envoyant une circulaire à tous les gouverneurs pour lui fournir des informations sur les provinces visitées. Pissis allait ainsi topographier le pays entre 1848 et 1868, faisant entre autres la reconnaissance du désert d'Atacama. Jusqu'en 1859, il publia à Paris les cartes des provinces de Santiago, Valparaiso et Aconcagua et la Carte topographique et géologique de la République du Chili.  Entre 1858 et 1867, il publia également des études sur l'orographie des Andes chiliennes, la constitution géologique du Chili, les produits volcaniques sur différentes périodes géologiques, etc. En 1870, il fut nommé chef de la géographie de l'Office statistique du Chili.
Il se marie à Santiago en janvier 1849 avec une Chilienne, Vicuña Emilia Toro.
En 1875, il assista au Congrès géologique international à Paris.  L'Institut de géographie de Paris publie cette même année La Géographie du Chili dont il est l'auteur. Le gouvernement français le fait chevalier de la Légion d'honneur.
En 1876, il publie à Paris ses travaux les plus importants : Géographie physique de la République du Chili, où il détailla l'orographie chilienne par rapport aux autres pays d'Amérique du Sud. Dans une deuxième partie, il décrivit les formations géologiques du pays, dans la troisième la météorologie, dans le quatrième, les bassins hydrographiques et termina par une cinquième partie consacrée à la flore et la faune. 
Il meurt à Santiago à 76 ans. On nomma en son honneur une gare et une localité rurale dans la municipalité de Tomé, ainsi qu'un volcan et sommet argentin, proche de la frontière chilienne, le Monte Pissis.
En 2007, une expédition franco-chilienne organisée par la revue Andes Magazine et l'agence Azimut 360, rend hommage à l'illustre géographe en déposant une plaque commémorative au sommet du volcan Pissis. Cette plaque est remise par la mairie de Brioude, ville natale de Pierre-Aimé Pissis.